# Homidiana canace
Espèce
Synonymes
- Coronis canace Hopffer, 1856

Homidiana canace est une espèce de lépidoptères de la famille des Sematuridae.